# احمدآباد (ساوه)
احمدآباد روستایی است از توابع بخش مرکزی شهرستان ساوه در استان مرکزی ایران.

## جمعیت
این روستا در دهستان طراز ناهید قرار دارد و براساس سرشماری مرکز آمار ایران در سال ۱۳۹۵، جمعیت آن ۱۲۷۰ نفر (۳۵۷ خانوار) است.